# José Antonio Zamanillo
José Antonio Zamanillo Ahedo (Gerona, 7 de marzo de 1938-Burgos, 2 de abril de 2025) fue un futbolista español que se desempeñaba como lateral derecho, aunque en ocasiones jugó en el centro del campo e incluso como extremo debido a su rapidez.

## Biografía
Nació en Cataluña cuando sus padres intentaban cruzar la frontera con Francia durante la guerra civil. Al no lograrlo, regresaron a su localidad de origen, Castro-Urdiales (Cantabria), donde creció José Antonio.
Se inició como futbolista en el Mioño, desde donde dio el salto al Castro F. C. y, posteriormente, a la Real Sociedad Gimnástica de Torrelavega de la Tercera División. Debutó en Primera División en un Atlético de Madrid 1-Sevilla 1.

## Equipos
| Club                                    | País   | Temporadas |
| --------------------------------------- | ------ | ---------- |
| Castro F. C.                            | España |            |
| Real Sociedad Gimnástica de Torrelavega | España |            |
| Burgos C. F.                            | España | 1960-1963  |
| Club Atlético de Madrid                 | España | 1963-1965  |
| Real Santander S. D.                    | España | 1965-1968  |
| Burgos C. F.                            | España | 1968-1971  |

## Palmarés
- Copa del Rey (1964-65).